# Josip Kozarac
Josip Kozarac (Vinkovci, 18. ožujka 1858. – Koprivnica, 21. kolovoza 1906.) bio je hrvatski prozaist – novelist, romanopisac, pjesnik, pisac pripovijetki i polemičar te diplomirani inženjer šumarstva.

## Životopis
Bio je jedan od važnijih hrvatskih prozaista, novelista, polemičara, pjesnika, ujedno i diplomirani inženjer šumarstva te najpoznatiji hrvatski šumar. Osnovnu školu završio je u Vinkovcima, te je pohađao gimnaziju koju je završio s puno muke, ali se sve promijenilo kada je upisao fakultet šumarstva u Beču. Diplomirao je 1879. godine na Visokoj školi za kulturu tla kao najbolji student na svojoj godini. Prije fakulteta živio je dosta slobodan i neobuzdan život.
Svoje je spisateljske sposobnosti razvio pišući poeziju, a kasnije je svoj talent pronašao u pisanju proze (pripovijetke i romani). Nakon što mu je otac preminuo, Kozarac je ostao živjeti sa svojom majkom. 
Kao jedan od boljih šumarskih stručnjaka radio je u mnogim mjestima: Vinkovci, Vrbanja, Nijemci, Županja, Nova Gradiška, Lipovljani i drugim. Od 1896. do 1898. godine bio je jedan od urednika, tada poznatog «Šumarskog lista». Pisao je brojne članke, ali su svi bili vezani za njegov posao. Dok je bio u svojoj struci, najvažnije što je učinio bilo je službovanje u Lipovljanima od 1885. do 1895. godine, tada je posjekao i pomladio tisuće hektara šuma hrasta lužnjaka koje danas, njemu u čast nose upravo njegovo ime. Bio je poznat i po raspravama vezanih za šume, koje su bile poznate čak i mnogim stručnjacima iz Zapadne Europe i Rusije. Prvi je objasnio funkcioniranje nizinskih šuma i utemeljio je hrvatski način obnove šuma hrasta lužnjaka.
Nakon što je ispunio sva očekivanja u svom poslu i time doprinio razvoju hrvatskog šumarstva, Kozarac se povukao i više posvetio spisateljskom životu. Preminuo je 21. kolovoza 1906. u Koprivnici.
Praunuk Josipa Kozarca, poklonio je Gradskoj knjižnici i čitaonici Vinkovci dio ostavštine Kozarca iz razdoblja realizma. Radi se o rukopisnoj zbirci Josipa Kozarca koja se sastoji od pisama, rukopisa, dokumenata i šumarske čuturice. Ukupno ima 32 pisma, službeni dopis, sedam dopisnica, 11 kartica pjesama, ispisanih posjetnica Josipa Kozarca i dvije rukopisne kartice.

## Književno stvaralaštvo
Smatran je piscem jako oštrih zapažanja i jednostavnih, ali, često i prodornih, dubokoumnih misli. Nastavio je Reljkovićevim putem i danas ne bismo mogli zamisliti hrvatsku književnost bez njegova doprinosa te ne bismo imali točne informacije o životu seljaka u to vrijeme. Kozarac je pisao realna i racionalna djela koja su se u većini slučajeva temeljila na stvarnim događajima i opisivala slavonsku sredinu i kvalitete tog života. 
Osim pejzaža, u brojnim djelima opisuje i probleme koji muče seosko stanovništvo i njihove poglede na život i okolinu. Po tome je Kozarac ostao upamćen kao jedan od najiskrenijih hrvatskih pisaca jer je stvarnost prikazivao onakvu kakva ona zaista jest te je zbog toga iznosio sve probleme i predlagao njihova rješenja.
Njemu se u čast dalo ime književnoj nagradi Josip i Ivan Kozarac.

## Najvažnija izdanja djela
- Zmija
- Priče djeda Nike
- Moj djed
- Biser-Kata
- Slavonska šuma (Zagreb, 1888.)
- Mrtvi kapitali (Vienac, 1889.)
- Medju svjetlom i tminom (Zagreb, 1891.)
- Tena, (Zagreb, 1894.)
- Mira Kodolićeva (Zagreb, 1895.)
- Oprava, (Zagreb, 1899.)